# 스에요시 슈타
스에요시 슈타는 일본의 가수이다.

## 경력
- 원남성 4명 그룹의 「FRIENDS」의 부지도자이며, CD도 발매했다.
- 원스타 라이트큐슈생.
- 2005년 제56회 NHK 홍백가합전·CDTV에서는 AAA 멤버우라타 나오야, 히다카 히카루계, 니시지마 류코와 함께스즈키 아미의 백 댄서를 맡았다.